# Cesare Di Pietro

Wappen von Cesare Di Pietro

Cesare Di Pietro (* 12. März 1964 in Messina, Italien) ist ein italienischer Geistlicher und römisch-katholischer Weihbischof in Messina-Lipari-Santa Lucia del Mela.

## Leben
Cesare Di Pietro empfing am 25. Oktober 1997 durch den Erzbischof von Messina-Lipari-Santa Lucia del Mela, Giovanni Marra, das Sakrament der Priesterweihe.
Am 28. Mai 2018 ernannte ihn Papst Franziskus zum Titularbischof von Nicopolis ad Iaterum und zum Weihbischof in Messina-Lipari-Santa Lucia del Mela. Der Erzbischof von Messina-Lipari-Santa Lucia del Mela, Giovanni Accolla, spendete ihm am 2. Juli desselben Jahres die Bischofsweihe; Mitkonsekratoren waren der Erzbischof von Agrigent, Francesco Kardinal Montenegro, und der emeritierte Erzbischof von Reggio Calabria-Bova, Vittorio Luigi Mondello.